# Primorskaja (metrostation)
Primorskaja (Russisch: Приморская) is een station van de metro van Sint-Petersburg aan de Nevsko-Vasileostrovskaja-lijn en werd geopend op 28 september 1979. Zijn naam, "bij de zee", dankt het metrostation aan de nabijheid van de kust van de Finse Golf. In de planningsfase werd het station ook Ostrov Dekabristov (Dekabristeneiland) en Vzmorje (zeekust) genoemd.
Station Primorskaja is gelegen op het Dekabristeneiland, bij de kruising van de Novosmolenskaja naberezjnaja (kade langs de rivier de Smolenka) en de Nalitsjnaja oelitsa. Het station bevindt zich 71 meter onder de oppervlakte en beschikt over een eilandperron met dragende zuilen. Aan het einde van het perron staat zich een sculptuur van ankers, die de nabijheid van de zee aangeeft. Bovengronds bevindt zich een toegangsgebouw.